# Safe (álbum)
| Críticas profissionais | Críticas profissionais |
| Avaliações da crítica  | Avaliações da crítica  |
| Fonte                  | Avaliação              |
| ---------------------- | ---------------------- |
| allmusic               | link                   |

Safe é o segundo EP da banda Kittie, lançado em 19 de novembro de 2002.

## Faixas
1. "Safe" (KMFDM Inc. Remix)
2. "Safe" (Radio Edit)
3. 3"No Name" (ao vivo)
4. "Severed" (ao vivo)
5. "What I Always Wanted" (ao vivo)
6. "In Winter" (ao vivo)
7. "Pain" (ao vivo)